# Bharanikkavu
Bharanikkavu es una ciudad censal situada en el distrito de Alappuzha en el estado de Kerala (India). Su población es de 15922 habitantes (2011). Se encuentra a 47 km de Alappuzha.

## Demografía
Según el censo de 2011 la población de Bharanikkavu era de 15922 habitantes, de los cuales 7265 eran hombres y 8657 eran mujeres. Bharanikkavu tiene una tasa media de alfabetización del 96,73%, superior a la media estatal del 94%: la alfabetización masculina es del 97,97%, y la alfabetización femenina del 95,71%.